# Álvaro Noguera Giménez
Álvaro Noguera Giménez (Valencia, 1939- 25 de marzo de 2006) es un empresario y economista español. Una de las figuras más importantes de la economía valenciana de las últimas décadas.

## Biografía
Sus empresas se movían en los ámbitos inmobiliario y financiero. Su familia es propietaria de la inmobiliaria FICSA, que ha hecho importantes desarrollos urbanísticos en la costa valenciana.
Presidente de Libertas 7, cabecera del grupo de empresas de la familia que agrupa sus participaciones empresariales, entre las que destacan Adolfo Domínguez, Banco de Valencia (del que fue Vicepresidente), Bodegas Riojanas, o las inversiones inmobiliarias en Cleop, Forum Inmobiliario Cisneros o Saplaya, entre otras.
También su gran afición al miniaturismo, le llevó a generar una colección de más de un millón de piezas, obtenidas algunas en subastas y otras creadas por artistas reconocidos. Su colección es la base de L'Iber Museo de los soldaditos de plomo
Fue asimismo uno de los fundadores y mecenas de Studio S. A. principal introductora del teatro de vanguardia en Valencia a finales de la época franquista y durante la transición española.

## Cargos
- Fue uno de los fundadores del diario El País.
- Presidente de Libertas 7
- Vicepresidente del Banco de Valencia
- Consejero de Sogecable
- Consejero del Grupo Prisa.